# Butterfly (singel Crazy Town)
Butterfly – utwór amerykańskiego zespołu Crazy Town, został wydany 20 lutego 2001 roku jako trzeci singel promujący debiutancki album zespołu pt. The Gift of Game. Singel zajmował pierwsze miejsce na liście Billboard Hot 100 przez dwa kolejne tygodnie. Poza Stanami Zjednoczonymi utwór znalazł się na szczytach list przebojów w siedmiu krajach. Piosenka bazuje na samplu piosenki zespołu Red Hot Chili Peppers pt. "Pretty Little Ditty". Pod podkład ułożone zostały teksty Setha Binzera i Epica Mazura.
Wideo, którego reżyserem jest Honey przedstawia zespół w bajkowym lesie grających piosenkę. Binzer i Mazur śpiewają swoje hymny do dwóch kobiet ze skrzydłami motyla. 
Zespół Richard Cheese & Lounge Against the Machine nagrał cover piosenki w 2004 roku. Umieszczony został na płycie I'd Like a Virgin.
W 2003 piosenkę wydano na soundtracku do komedii romantycznej Lepiej późno niż później.

## Notowania i certyfikaty
| Lista przebojów (2000–2001)            | Najwyższa pozycja |
| -------------------------------------- | ----------------- |
| Australia (Top 50 Singles)             | 4                 |
| Austria (Ö3 Austria Top 40)            | 1                 |
| Belgia (Ultratop 50 Singles, Flandria) | 5                 |
| Belgia (Ultratop 50 Singles, Walonia)  | 9                 |
| Dania (Tracklisten)                    | 1                 |
| Francja (Top Singles & Titres)         | 26                |
| Finlandia (Suomen virallinen lista)    | 2                 |
| Holandia (Single Top 100)              | 8                 |
| Irlandia (Singles Chart)               | 10                |
| Kanada (Billboard Canadian Hot 100)    | 3                 |
| Niemcy (Media Control Charts)          | 1                 |
| Norwegia (Top 40 Singles)              | 1                 |
| Nowa Zelandia (Recorded Music NZ)      | 2                 |
| Polska (Music & Media)                 | 1                 |
| Portugalia (AFP)                       | 5                 |
| Rumunia (Airplay 100)                  | 1                 |
| Stany Zjednoczone (Hot 100)            | 1                 |
| Szwajcaria (Singles Top 100)           | 1                 |
| Szwecja (Sverigetopplistan)            | 2                 |
| Wielka Brytania (UK Singles Chart)     | 3                 |
| Włochy (FIMI)                          | 19                |

| Kraj                          | Certyfikat         | Sprzedaż |
| ----------------------------- | ------------------ | -------- |
| Australia (ARIA)              | 2x platynowa płyta | 140 000+ |
| Austria (IFPI)                | Złota płyta        | 20 000+  |
| Belgia (BEA)                  | Złota płyta        | 25 000+  |
| Niemcy (BVMI)                 | Platynowa płyta    | 500 000+ |
| Norwegia (IFPI)               | Platynowa płyta    | 10 000+  |
| Szwajcaria (IFPI Switzerland) | Złota płyta        | 20 000+  |
| Szwecja (GLF)                 | Platynowa płyta    | 30 000+  |
| Wielka Brytania (BPI)         | Platyna płyta      | 600 000+ |